# Lijst van rijksmonumenten in Bergambacht (plaats)
De plaats Bergambacht telt 26 inschrijvingen in het rijksmonumentenregister. Hieronder een overzicht.
| Object | Oorspronkelijke functie?  | Bouwjaar                                            | Architect     | Locatie              | Coördinaten?                  | Nr.?   | Afbeelding |
| --- | ------------------------- | --------------------------------------------------- | ------------- | -------------------- | ----------------------------- | ------ | --- |
| Boerderij van het hallehuistype | Boerderij                 | 1860                                                |               | Benedenberg 94       | 51° 56' 13" NB, 4° 45' 25" OL | 509517 | Meer afbeeldingen |
| Boenhoek | Boerderij                 | ca. 1860                                            |               | Benedenberg bij 94   | 51° 56' 13" NB, 4° 45' 25" OL | 509518 | Meer afbeeldingen |
| Zuidbroeksemolen | Industrie- en poldermolen | 1922                                                |               | hoek v.d. prov.weg   | 51° 55' 47" NB, 4° 43' 2" OL  | 509519 | Meer afbeeldingen |
| Hendrikahoeve, boerderij met een monumentaal dwarsgeplaatst woonhuis in Traditioneel Ambachtelijke stijl                                                              | Boerderij                 | ca. 1850                                            |               | Benedenberg 42       | 51° 56' 10" NB, 4° 46' 9" OL  | 509520 | Meer afbeeldingen |
| Watertoren Bergambacht | Nutsbedrijf               | 1937                                                | P.D. Stuurman | Dijklaan 13          | 51° 55' 32" NB, 4° 47' 7" OL  | 509521 | Meer afbeeldingen |
| Grote hoeve gaaf bouwlichaam en hoog strodak | Boerderij                 | mogelijk 18e eeuw                                   |               | Benedenberg 64       | 51° 56' 13" NB, 4° 45' 52" OL | 8998   | Meer afbeeldingen |
| Gave hoeve met woongedeelte van onregelmatige vorm onder strodaken | Boerderij                 | 17e-18e eeuw                                        |               | Benedenberg 81       | 51° 56' 10" NB, 4° 44' 56" OL | 8999   | Meer afbeeldingen |
| Boerderij onder rieten zadeldak aan de voorzijde met wolfeind | Boerderij                 | einde 17e of begin 18e eeuw                         |               | Benedenberg 109      | 51° 56' 8" NB, 4° 44' 32" OL  | 9000   | Meer afbeeldingen |
| Bouwlust | Boerderij                 | 1671                                                |               | Bovenberg 54         | 51° 56' 43" NB, 4° 48' 42" OL | 9001   | Meer afbeeldingen |
| Jacobushof | Boerderij                 | 1671                                                |               | Bovenberg 52         | 51° 56' 42" NB, 4° 48' 39" OL | 9002   | Meer afbeeldingen |
| Hoeve met dwars woonhuis onder zadeldak tussen bakstenen zijtopgevels, opgetrokken van IJsselsteen. Ramen uit de bouwtijd; dakkapel met vleugelstukken. Houten schuur | Boerderij                 | derde kwart 19e eeuw                                |               | Bovenberg 66         | 51° 56' 46" NB, 4° 48' 47" OL | 9003   | Meer afbeeldingen |
| Boerderij met goed bouwlichaam, dat door verscheidene uitbreidingen een onregelmatige vorm verkregen heeft                                                            | Boerderij                 | 1762                                                |               | Bovenberg 70         | 51° 56' 49" NB, 4° 48' 52" OL | 9004   | Meer afbeeldingen |
| Boerderij met gepleisterde puntgevel en strodak | Boerderij                 | 18e eeuw                                            |               | Hoofdstraat 4        | 51° 55' 57" NB, 4° 46' 58" OL | 9006   | Meer afbeeldingen |
| Boerderij met gepleisterde puntgevel en strodak | Boerderij                 | 18e eeuw                                            |               | Hoofdstraat 20       | 51° 55' 58" NB, 4° 46' 58" OL | 9007   | Meer afbeeldingen |
| Nederlands hervormde kerk "Laurentius" | Kerk en kerkonderdeel     | 16e eeuw                                            |               | Kerksingel 2         | 51° 55' 54" NB, 4° 46' 58" OL | 9008   | Meer afbeeldingen |
| Toren van de Nederlands Hervormde Kerk | Kerk en kerkonderdeel     | kort na 1513                                        |               | Kerksingel 2         | 51° 55' 54" NB, 4° 46' 57" OL | 9009   | Meer afbeeldingen |
| Smederij met gewijzigde pui | Woonhuis                  | 1670                                                |               | Kerksingel 39        | 51° 55' 53" NB, 4° 46' 59" OL | 9010   | Meer afbeeldingen |
| Den Arend | Industrie- en poldermolen | 1869                                                |               | Molenlaan 14A        | 51° 56' 11" NB, 4° 46' 50" OL | 9011   | Meer afbeeldingen |
| Pand met IJsselstenen lijstgevel met ingezwenkte zijkanten | Woonhuis                  | tweede kwart 19e eeuw                               |               | Raadhuisstraat 8     | 51° 55' 55" NB, 4° 46' 57" OL | 9012   | Meer afbeeldingen |
| Pand met IJsselstenen puntgevel, voorzien van vlechtingen en geprofileerde dekplaten opzij en op de top (onderdeel van buurnummer 16)                                 | Woonhuis                  | mogelijk 17e eeuw                                   |               | Raadhuisstraat 14    | 51° 55' 56" NB, 4° 46' 58" OL | 9013   | Pand met IJsselstenen puntgevel, voorzien van vlechtingen en geprofileerde dekplaten opzij en op de top (onderdeel van buurnummer 16) |
| Pand met IJsselstenen puntgevel, voorzien van vlechtingen en geprofileerde dekplaten opzij en op de top. Kruiskozijnen en luiken (onderdeel van buurnummer 14)        | Woonhuis                  | mogelijk 17e eeuw                                   |               | Raadhuisstraat 16    | 51° 55' 56" NB, 4° 46' 58" OL | 9014   | Meer afbeeldingen |
| Tusschenlanen | Boerderij                 | 1661                                                |               | Tussenlanen 11       | 51° 56' 17" NB, 4° 47' 19" OL | 9015   | Meer afbeeldingen |
| Hoeve met in het woongedeelte in de zijgevel tweelichtkozijnen met geprofileerde midden- en bovendorpel. Bedrijfsgedeelte                                             | Boerderij                 | 17e eeuw (woongedeelte) 18e eeuw (bedrijfsgedeelte) |               | Tussenlanen 24       | 51° 56' 25" NB, 4° 48' 1" OL  | 9016   | Meer afbeeldingen |
| Hoeve met gepleisterd woongedeelte, waarin vensters met ramen uit de eerste helft 19e eeuw. Gaaf bouwlichaam. Grote houten schuur achter de boerderij                 | Boerderij                 | 18e eeuw                                            |               | Tussenlanen 15       | 51° 56' 18" NB, 4° 47' 23" OL | 9017   | Meer afbeeldingen |
| Grote boerderij met in de 19e eeuw vernieuwde voorgevel | Boerderij                 | 17e eeuw                                            |               | Tussenlanen 35       | 51° 56' 23" NB, 4° 47' 48" OL | 9018   | Meer afbeeldingen |
| De Bachtenaar | Industrie- en poldermolen | 1714                                                |               | West-Vlisterdijk 64A | 51° 58' 19" NB, 4° 49' 11" OL | 9019   | Meer afbeeldingen |